# Corinna Teresa Ubertis
Corinna Teresa Ubertis, nota anche con lo pseudonimo di Térésah (Firenze, 25 luglio 1874 – Roma, 2 ottobre 1964), è stata una scrittrice italiana.

## Biografia
Nasce a Firenze in quanto il padre è un militare di carriera, appartenente ad una famiglia del Ducato di Monferrato con possedimenti a Frassineto Po; successivamente inizierà la sua collaborazione con il Corriere della Sera e le riviste La Donna, La Riviera Ligure, La Lettura; di quest'ultima nel 1902 vince un concorso con la novella "Rigoletto": ha 25 anni e si rivela scrittrice vincendo il "Premio Giacosa".
Con lo pseudonimo di Tèrèsah pubblica un piccolo volume di poesie a cui seguiranno anche pièces teatrali come "Il Giudice" che verrà messo in scena a Genova nel 1903 da Ermete Zacconi.
Nel 1912 sposa Ezio Maria Gray, importante esponente politico nazionalista e poi fascista, giornalista professionista, autore di saggi storico-politici e conferenziere, e si trasferisce a Roma. Allo scoppio della Prima Guerra Mondiale è interventista e scrive racconti per l'infanzia di tipo propagandistico, "Piccoli eroi della grande guerra" (1915).
Pubblica in tutto circa cinquanta libri tra cui ricordiamo: le raccolte di poesie "Il libro di Titania" (1908), "Il cuore e il destino" (1910), "Strade mie" (1942); le raccolte di novelle "Il corpo e l'ombra" (1911), "La casa al sole" (1917), "La piccola dama" (1921), “Una stagione d’amore” (1961); i romanzi "Pare un sogno" (1906), "Il glicine" (1926), "Dobbiamo vivere la nostra vita" (1941); i racconti per l'infanzia, tradotti anche nelle principali lingue europee "I racconti di sorella Orsetta" (1910), "I racconti della foresta e del mare" (1915), "Storia di una coccarda" (1917), "Il Natale dei Benno Claus" (1920), "Ombrone, il fiume che piange e altre novelle" (1926), "Balillino di suo papà, una ne pensa e cento ne fa" (1928), "Apparizioni del viandante" (1939). 
In particolare, nei racconti per l’infanzia di Teresah sono pubblicati disegni dei più importanti illustratori della prima metà del Novecento, tra cui Duilio Cambellotti, Attilio Mussino, Aleardo Terzi, Sergio Tofano, Eugenio Colmo, Umberto Brunelleschi, Bruno Angoletta, Emma Ciardi.
Il 16 gennaio 2014 presso il Palazzo Strozzi a Firenze è stata presentata una “intervista impossibile” alla scrittrice,   pubblicata nel volume "Scrittrici italiane dell'Otto e Novecento - Le interviste impossibili".
Nel settembre 2023 è stato pubblicato il volume di Paola Vivaldi dal titolo “La meravigliosa avventura di Teresah - Storia di Teresah Ubertis Gray, una grande italiana”.